# Julie Lescaut
Julie Lescaut és una sèrie televisiva policíaca francesa creada per Alexis Lecaye i difosa per primer cop en 1992 al canal TF1 (França), i anunciada la seva cancel·lació el 2013. L'últim capítol de la sèrie es va emetre el 23 de gener de 2014 a TF1 (França). També s'ha emès a la Une-RTBF (Bèlgica), a la TSR (Suïssa) i a TV3 (Catalunya). Fou una sèrie que va estar vint-i-dos anys en antena. Consta de vint-i-dos temporades i 101 capítols emesos.

## Sinopsi
Julie Lescaut és una comissària de policia que treballa al Departament d'Investigació Criminal de París. La seva feina no és senzilla, ja que sempre s'ha considerat un lloc d'homes, i els seus companys no estan disposats a posar-li-ho fàcil. A més, ha de compaginar la feina amb l'educació de les seves dues filles, Sarah i Babou, que desitjarien que la seva mare estigués més per elles i menys per la feina.

## Repartiment
- Véronique Genest: Comissària Julie Lescaut (1992-2014)
- Jennifer Lauret: Sarah, filla gran de Julie (1992-2014)
- Alexis Desseaux: Inspector Vincent Motta (1992-2014)
- Stefan Godin: Comissari Principal François (2008-2014)
- Jean-Charles Chagachbanian: Capità Roland Guetari (2008-2014)
- Guillaume Gabriel: Tinent Gilles Garnier (2008-2014)
- Leslie Coutterand: Mado (2011-2014)
- Claude Brécourt: Procurador Vincent Fabre (1994-2007)
- Mouss Diouf: Inspector Justin N'Guma (1992-2006)
- Sophie Artur Agent Christelle Renard (1998-2007 i 2014)
- Isabelle Vitari: Tinent Claire (2008)
- Pierre Cognon: Agent Héroux (1992-2007 i 2014)
- Joséphine Serre: Elisabet "Babou", filla petita de Julie (1992-2004 i 2014)
- Renaud Marx: Inspector David Kaplan (1995-2005 i 2014)
- François Marthouret: Paul Lescaut (pare de Sarah i Babou) (1993-2000)
- François Dunoyer: Mestre Pierre Verdon (2001-2007)
- Patrick Rocca: Comissari Principal Alain Darzac (1996-2007)
- Jérôme Anger: Inspector Jean-Marie Trémois (1992-1995)
- Samia Sassi: Inspectora Zora Zaouida (1997-2005 i 2014)
- Diane Dassigny: Inspectora Alice Lejeune (2005-2006)
- Nicolas Villena: Inspector Guellec (2005)
- Julien Cigana: Inspector Segal (2005-2007)
- Nadège Beausson-Diagne: Inspectora Victorie (2006-2007)
- Jean-Paul Rouve: Agent Éric Léveil (1993-2000)
- Loïc Nayet: Pavel, fill adoptiu de Julie (2004-2007)
- Nicolas Scellier: Romain, fill del Mestre Verdon (2001) i (2003-2007)
- Vincent Nemeth: Agent Rivet (substitueix a l'agent Léveil) (2000-2002)
- Sodadeth San: Kim (2012)
- Paul Allio: El metge forense (1997-2007)